# 三重交通
三重交通株式会社（みえこうつう、英: Mie Kotsu Co., Ltd.、略: 三交（さんこう））は、三重県の全域と愛知県、和歌山県、奈良県、京都府の一部で乗合バス事業と貸切バス事業を運営する近鉄グループの企業である。

## 会社概要
近鉄グループに属し、三重交通グループホールディングスの完全子会社である。1944年に神都交通を母体に、三重県下の交通事業者が統合されて発足した。
かつては鉄道路線も有していたが1961年に神都線を全廃し、1964年に鉄道部門を三重電気鉄道として分社、同社は松阪線を廃止後1965年に近畿日本鉄道（近鉄）へ合併された（#かつて保有していた鉄道路線の節を参照）。
戦後の一時期は名鉄グループ、近鉄グループの双方に属していたが、近鉄が株式買い増しにより傘下に収めた。
一般路線バスでは、自社専用のICカード「emica」が利用可能である。なお、同じ近鉄グループ（近鉄バスホールディングス傘下）の奈良交通が導入した「CI-CA」や、近鉄の鉄道路線に導入された「PiTaPa」「ICOCA」のようなIC乗車カードの導入については、三重交通グループホールディングス傘下の名阪近鉄バスを含め、公式な発表はされていなかった。2015年11月25日、自社専用IC乗車カード「emica（エミカ）」を、2016年4月1日より導入することを発表した。ただし名阪近鉄バスへの導入は未定である。また同社の方針としては、「（2013年3月23日に開始した）manacaやTOICAとPiTaPaの相互利用が可能になったら検討する」としており、その「emica」導入と同時に、IC乗車カード全国相互利用サービスも開始している。2013年度にはスルッとKANSAI協議会に加盟した。
一時期は空港リムジンバスに電子マネーEdyを導入したことがあり、バス運賃のEdy決済では日本初の事例となった。
旅行部門については子会社の三交旅行が「三交パルック」のブランド名で展開していたが、2012年に三重交通が吸収し自社での運営となった。三交パルックのキャラクターは『ほのぼの君』（佃公彦作）が使われている。
昭和20年代から昭和30年代にかけての戦後期には社会人野球チームを保有しており、18年間の活動期間中に都市対抗野球大会に7回出場した強豪チームだったものの、1968年10月に経営合理化のため活動を終了している。詳細は当該項を参照。

## 沿革
- 1931年（昭和6年）2月26日 - 伊勢電鉄自動車として会社設立。
- 1936年（昭和11年）12月31日 - 参急山田自動車に商号変更。
- 1939年（昭和14年）8月1日 - 神都交通に商号変更。
- 1944年（昭和19年）2月11日 - 三重県下の北勢電気鉄道、三重鉄道、三重乗合自動車、松阪電気鉄道、志摩電気鉄道、および伊賀自動車を合併、同時に商号を現在の三重交通に変更。
- 1950年（昭和25年）1月4日 - 名古屋証券取引所第一部に上場。
- 1954年（昭和29年）
  - 10月24日 - 三重県二見町小松池ノ浦で観光バスが入り江に転落。13人が死亡、50人が重軽傷[4]。
  - 11月11日 - 取締役社長に安保正敏専務が昇任[5]。
- 1964年（昭和39年）2月1日 - 鉄道部門を三重電気鉄道として分社。
- 1965年（昭和40年）4月1日 - 近畿日本鉄道が三重電気鉄道を合併。
- 1985年（昭和60年）1月28日 - 犀川スキーバス転落事故が発生[6]。日本福祉大学の学生らを乗せた貸切バスが長野県長野市の犀川に転落、25人が死亡[6]。
- 2006年（平成18年）
  - 9月26日 - 持株会社移行のため名古屋証券取引所第一部上場を廃止。
  - 10月2日 - 三交不動産と共同で持株会社三交ホールディングス（現三重交通グループホールディングス）を設立。
- 2007年（平成19年）4月1日 - 会社分割を実施し、関係会社株式管理事業を三交ホールディングスに、不動産事業を三交不動産に承継。
- 2008年（平成20年）4月1日 - 貸切バス事業の一部と高速バス事業の一部を八風バスに委託。
- 2009年（平成21年）4月1日 - 名古屋市交通局浄心営業所の業務を受託開始。
- 2012年（平成24年）4月1日 - 三交旅行（三交パルック）を合併。旅行部門を自社に置く[広報 3]。
- 2014年（平成26年）
  - 2月1日 - 三交南紀交通を合併[広報 4]。
  - 4月1日 - 名古屋観光営業所内に名古屋市交通局浄心営業所楠分所（後に楠営業所に昇格）を開設、同日業務受託開始。
- 2015年（平成27年）
  - 6月1日 - バスロケーションシステム｢Bus-Vison｣を導入[広報 5]。順次対応路線を広げている。
- 2016年（平成28年）4月1日 - ICカード「emica」を導入。
- 2019年（平成31年）4月1日 - 名古屋市交通局港明営業所を開設、同日業務受託開始[広報 6]。
- 2024年（令和6年）1月26日 - 創立80周年を記念し、公式キャラクターである運転士（男女各1人）を発表[広報 7]。名前については公募により決定し、同年4月16日に女性運転士が「神都 あかり（しんと あかり）」、男性運転士が「鈴鹿 翔琉（すずか かける）」と発表された[広報 8]。

## 現行路線
< >内は共同運行会社。

### 長距離高速バス（夜行）

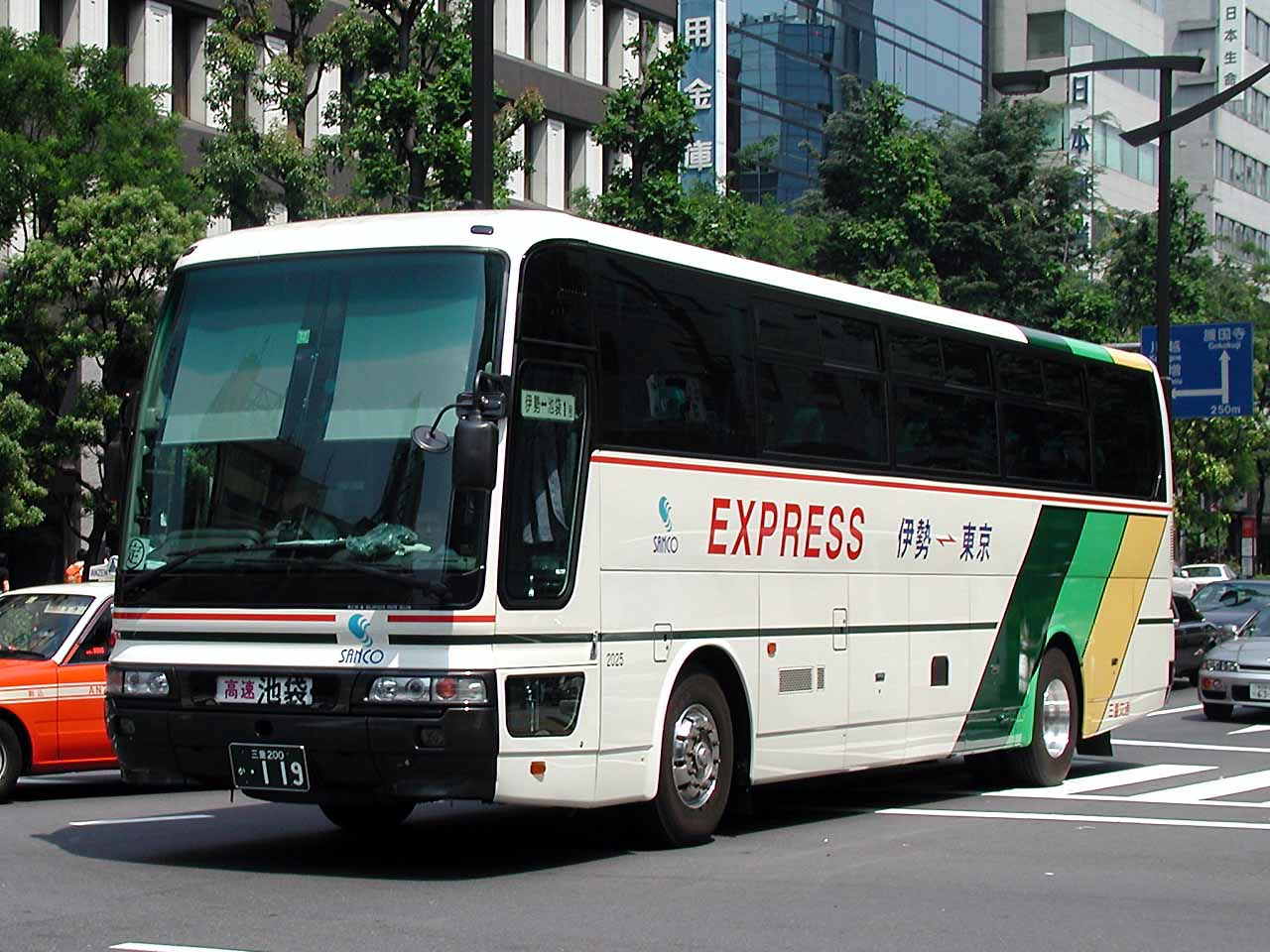
鳥羽 - 池袋・大宮線（伊勢 - 池袋線時代：2001年撮影）

- 大宮・東京 - 伊勢・鳥羽線 <西武観光バス、三交伊勢志摩交通>
  - 大宮営業所・大宮駅・さいたま新都心バスターミナル・池袋駅・バスタ新宿・立川駅 - 
桑名駅前・近鉄四日市・三交鈴鹿・白子駅西口・津駅前・三重会館・松阪駅前・伊勢市駅前・ 三交伊勢・二見浦表参道・鳥羽バスセンター・磯部バスセンター
  - 大宮営業所・大宮駅・さいたま新都心バスターミナル・池袋駅・羽田エアポートガーデン・横浜駅（YCAT） - 
桑名駅前・近鉄四日市・三交鈴鹿・白子駅西口・津駅前・三重会館・松阪駅前・伊勢市駅前・三交伊勢・二見浦表参道・鳥羽バスセンター
    - 1988年12月9日 高速伊勢池袋線として伊勢市駅前～池袋サンシャインシティプリンスホテルで運行開始[7]
    - 1994年4月21日 高速志摩池袋線 志摩スペイン村～池袋サンシャインプリンスシティホテルを運行開始[8]
    - 2002年12月16日 大宮まで延長[8]、また鳥羽～志摩スペイン村を廃止[9]。

- 大宮・東京 - 南紀勝浦線 <西武観光バス>
  - 大宮営業所・大宮駅・さいたま新都心バスターミナル・池袋駅・バスタ新宿・横浜駅（YCAT） - 
VISON・栃原・大台町・滝原宮前・紀勢大内山インター前・紀北町紀伊長島・海山バスセンター・尾鷲市・熊野市駅前・三交南紀・七里御浜・三交新宮駅前・勝浦温泉
    - 1990年12月6日 高速南紀池袋線として勝浦温泉～池袋サンシャインプリンスシティホテルで運行開始[8]
    - 2017年1月16日発便より「新宿駅西口」から「バスタ新宿」に停留所変更。「三交海山」から「海山バスセンター」に停留所名称変更。全ルート新東名高速道路経由に変更[広報 9]。
    - 2021年7月1日、VISON(ヴィソン)の開業に伴い、施設内バスターミナル経由に変更[広報 10]。

- いが号
  - 名張市役所・名張駅西口・桔梗が丘駅北口・上野市駅・関バスセンター・近鉄四日市 - 横浜駅東口（YCAT）・池袋駅東口・大宮駅西口・大宮営業所
    - 2013年4月1日「上野産業会館」から「上野市駅」に停留所名称変更。

### 中距離高速バス（昼行）
- 京都発着便
  - 三重京都高速線： 津駅 / 近鉄四日市駅 - 土山バスストップ - 五条京阪・京都駅 <京阪バス>
    - 2014年3月1日から京阪バスとの2社運行（近鉄バスは撤退）

- 名古屋発着便
  - 名古屋湯の山温泉高速線： 名鉄バスセンター - 湯の山温泉
    - 2018年9月14日改正で、湯の山かもしか大橋経由に経路変更したことで、三重県道577号湯の山温泉線にあった「栃谷」「三之瀬」「蒼滝口」「三交湯の山温泉」を廃止し、新たに新設した「湯の山温泉・御在所ロープウエイ前」を終点とした[広報 11]。

  - 名古屋上野高速線： 名鉄バスセンター - 関バスセンター - 上野市駅・上野車庫
    - 2013年4月1日「上野産業会館」から「上野市駅」に停留所名称変更。

  - 名古屋南紀高速線： 名鉄バスセンター - VISON・滝原宮前・紀伊長島・尾鷲市・熊野市・新宮駅
    - 2021年7月1日、VISON(ヴィソン)の開業に伴い、施設内バスターミナル経由に変更[広報 10]。

  - 名古屋長島温泉高速線：【661】 名鉄バスセンター - なばなの里 - 長島スポーツランド - 長島温泉 【名鉄バスと共同運行】
  - 栄長島温泉高速線： 栄（オアシス21） - 長島温泉

### 近距離高速バス（昼行）
- 名古屋桑名高速線： 名鉄バスセンター - 西桑名ネオポリス / 陽だまりの丘 / 大山田団地（筒尾九丁目）/ 星見ヶ丘 / 希望ヶ丘 / 赤尾台・正和台[広報 12] <八風バスに運行管理を委託していたが、再度自社管理路線となる>
- 栄桑名高速線： 栄（オアシス21） - 西桑名ネオポリス / 陽だまりの丘 / 大山田団地（筒尾九丁目）/ 星見ヶ丘 / 希望ヶ丘
- 名古屋桜台高速線： 名鉄バスセンター - 菰野東・桜花台・桜台（一部便が四日市大学・東芝四日市工場も経由）
- 名古屋南陽高速線： 名鉄バスセンター - イオンモール名古屋茶屋[広報 13]（上記系統の始発地を変更し、2017年5月8日より運行）2018年5月7日のダイヤ改正により終点がサンビーチ日光川まで延伸した[広報 14]。
- 伊勢VISON線：　VISON - 内宮前・外宮前・伊勢市駅前
  - 2023年10月1日、「津伊勢空港連絡線」の一部を存続した上で運行開始。

### 空港連絡高速バス
2019年9月20日、第2ターミナル開業に伴い停留所を新設。空港内は第2ターミナル→第1ターミナルの順で発着する
- 桑名中部国際空港高速線：中部国際空港 - 金城ふ頭駅 - 長島温泉・桑名駅
  - 2017年4月1日よりJR東海バスが中部国際空港 - 金城ふ頭駅間の運転を開始するのに合わせ、名古屋臨海高速鉄道あおなみ線金城ふ頭駅経由に路線変更し、同社との共同運行の扱いとなっている。
  - 2023年現在、新型コロナウイルス感染拡大防止の観点から運休中。

### 市内・近郊路線バス
下記営業所の各ページを参照

## 過去の路線

### 空港連絡バス
- 名張駅前・上野産業会館・関バスセンター - 中部国際空港 （伊賀中部国際空港線）
- 四日市 - 名古屋空港 〈名鉄バス〉
- 近鉄鳥羽駅・鳥羽港 - （伊勢湾フェリー常滑航路） - 中部国際空港
- 津伊勢空港連絡線：中部国際空港 - （津エアポートライン） - 空港アクセス港（津なぎさまち） - VISON・伊勢市駅前・外宮前・内宮前・鳥羽バスセンター
  - 2017年10月1日より内宮前～鳥羽バスセンター間路線延長
  - 2021年7月1日、VISON(ヴィソン)の開業に伴い、施設内バスターミナル経由に変更[広報 10]
  - 2023年10月1日、運行休止。VISON - 伊勢市内間のみ前述の「伊勢VISON線」として存続。
- 四日市中部国際空港高速線：中部国際空港 - 垂坂駐車場・キオクシア正門前・生桑車庫・都ホテル前・近鉄四日市駅・新正車庫
  - 2019年10月1日、社名変更に伴い停留所名を東芝四日市前からキオクシア正門前に変更
  - 2024年4月1日、運行休止[広報 15]。

### 高速バス
- 長島温泉 - 名張駅 （伊賀長島温泉高速線）
- 近鉄四日市 - USJ （ユニバーサル・スタジオ・ジャパン高速バス）
- お伊勢さんEXPRESS福岡号
  - 鳥羽バスセンター・伊勢市駅・松阪駅・津駅・白子駅・近鉄四日市 - 小倉駅・博多バスターミナル・西鉄天神バスセンター （※ 運行日は週末と繁忙期）
- 三重京都高速線（伊勢系統）：京都駅八条口（ホテル京阪前）・五条京阪（京阪清水五条駅） - 土山バスストップ - 内宮前・外宮前・伊勢市駅前・伊勢営業所（2008年10月25日～2014年3月31日）
- みえ・美し国エクスプレス ： 名鉄バスセンター - 内宮・二見浦・鳥羽駅 （2015年3月31日をもって終了[広報 16]）
- 四日市奈良高速線[広報 17]： 長島温泉・近鉄四日市駅 - 櫟本（天理市）・近鉄奈良駅・JR奈良駅 （2014年10月8日運行開始[広報 18]、2015年9月28日廃止[広報 19]。）
- 熊野古道シャトルバス（予約制）： 名鉄バスセンター - 道の駅マンボウ・熊野古道センター・熊野市駅（2016年3月31日をもって廃止[広報 20]）
  - もともと高速ツアーバスであったが、2015年4月1日から高速乗合バスに変更したもの[広報 21]。
- 岐阜長島温泉高速線： 関市役所（わかくさプラザ） - 栄町1 - 長山 - 名鉄岐阜 - 長島温泉 - なばなの里 <岐阜バス> 土・日・祝日と年末年始のみ運行（2019年春以降の運行終了[広報 22]）
- 四日市ライナー大阪号・ナガシマリゾートライナー：長島温泉・近鉄四日市駅 - 大阪駅JR高速バスターミナル・ユニバーサル・スタジオ・ジャパン
  - 2014年3月1日から単独運行（近鉄バスは撤退）
  - 2018年7月21日から西日本JRバスと共同運行
  - 2019年4月1日から三交便に限りユニバーサル・スタジオ・ジャパンへの運行を開始。（西日本JRバス便は三宮BT行きだったが、2020年12月1日から大阪駅JR高速バスターミナル止まりとなった）
  - 2020年12月1日から西日本JRバス便のみ三宮BTへの乗り入れを取りやめ、大阪駅JR高速バスターミナル発着となる。
  - 2024年4月1日より運行休止[広報 23]。共同運行の西日本JRバスは同日付で路線廃止[広報 24]。

### 中距離特急バス
- 南紀特急バス <三重急行と共同運行>
  - 三重大学病院・津駅前・三重会館 - 滝原宮前 - 紀伊長島 - 紀北町海山 - 尾鷲市 - 熊野市駅 - 三交南紀（2017年3月31日をもって廃止）
  - 松阪中央病院 - 松阪駅 - 栃原 - 滝原宮前 - 紀伊長島 - 紀北町海山 - 尾鷲市 - 熊野古道センター (2018年9月30日をもって特急運行を廃止。一般路線としては現在も運行（2025年3月31日をもって廃止予定[10]）。)
- 名古屋三重団地高速線： 名鉄バスセンター - 三重団地（2016年3月31日をもって廃止）
- 栄南陽高速線： 栄（オアシス21） - イオンモール名古屋茶屋（2014年6月25日～2017年5月7日）
- 上野天理線（2016年9月30日をもって廃止）
  - 上野市駅 - 五月橋 - 針インター - 天理駅
- 伊賀京都高速線： 三交上野車庫・上野市駅 - 五条京阪・京都駅（2016年3月1日〜2018年9月30日）
- 伊賀大阪高速線： 上野車庫・上野市駅・国道山添・針インター - 大阪駅前（東梅田駅）・新大阪駅（2022年2月28日をもって運行休止）[広報 25]

## 環境定期券
土休日のマイカー利用抑制を目的とし、「環境定期券」という名で定期乗車券所持者は土休日と年末年始は定期乗車券の区間外（グループ会社も含む）が、所定運賃の半額で乗車可能としている（現金に限る）。
- 長距離高速バス、中距離高速バス、空港連絡バス、定期観光バスは適用されない。
- 近距離高速バス路線は適用される。
- 2009年5月31日までは同伴者4名（本人を含んで最大5名）まで適用可能で、運賃も半額でなく100円から1,000円の特別運賃となっていた。

## 営業所

### 現行営業所
2023年7月18日現在。
| 名称                          | 所在地                               | 乗合車の所属表記 | 貸切車のペットマーク   | ナンバー | 併設事業所                                 |
| ----------------------------- | ------------------------------------ | ---------------- | ---------------------- | -------- | ------------------------------------------ |
| 名古屋営業所 名古屋観光営業所 | 愛知県名古屋市北区玄馬町231          | 名               | 千成瓢箪               | 名古屋   | 名古屋市営バス楠営業所                     |
| 桑名営業所                    | 三重県桑名市大字小貝須字新堀北1593-3 | 桑               | －                     | 三重     | 八風バス本社・桑名営業所が近隣に所在する。 |
| 北勢事業所                    | 三重県いなべ市北勢町麻生田字中道1438 | 桑               | －                     | 三重     |                                            |
| 四日市営業所 北部観光営業所   | 三重県四日市市川島町字目代4102-1     | 四               | 図案化された「四」の字 | 四日市   |                                            |
| 中勢営業所 中部観光営業所     | 三重県津市あのつ台4-1-1              | 中               | 波紋で囲まれた浜千鳥   | 三重     |                                            |
| 伊賀営業所 伊賀観光営業所     | 三重県名張市西田原字大野田450        | 上               | 忍者の撒菱             | 三重     |                                            |
| 松阪営業所                    | 三重県松阪市大津町795-3              | 松               | －                     | 三重     | 三重急行自動車本社                         |
| 伊勢営業所 南部観光営業所     | 三重県伊勢市神田久志本町1500-1       | 伊               | アコヤガイと真珠       | 伊勢志摩 | 三交伊勢志摩交通本社・伊勢営業所           |
| 志摩営業所                    | 三重県志摩市磯部町迫間247            | 志               | －                     | 伊勢志摩 | 三交伊勢志摩交通志摩営業所                 |
| 南紀営業所 南紀観光営業所     | 三重県熊野市有馬町3724-1             | 南               | 鬼ヶ城の鬼             | 三重     |                                            |
| 東京案内所                    | 東京都中央区京橋1-2-5                | －               | －                     | －       | －                                         |

また、名古屋市交通局から市バス浄心営業所・楠営業所・港明営業所の運行管理を受託している。

### 廃止された営業所・車庫
- 津営業所 - 三重県津市藤方字南八木田
- 鈴鹿営業所 - 三重県鈴鹿市北玉垣町
- 新宮営業所 - 和歌山県新宮市徐福2丁目
- 新宮車庫 - 和歌山県新宮市広角
- 海山事業所 - 三重県北牟婁郡紀北町相賀993

## 車両

### 車両概説
国内3メーカー保有しているが、グループに三重いすゞ自動車があることから、保有車両はいすゞ自動車製が最も多い。なお、かつては日産ディーゼル製も高速車と貸切車に僅かながら存在した。2022年末の時点でいすゞが65％、日野自動車が21％、三菱ふそうが12％、残りがトヨタ自動車・日産自動車である。

#### 路線車
いすゞ車が最も多く、車体は川崎重工（→アイ・ケイ・コーチ→いすゞバス製造を経て、現在のジェイ・バス）製と富士重工（当時）製が導入されている。続いて日野自動車製、三菱ふそう（旧・三菱自動車）製となり、日産ディーゼル（当時、現「UDトラックス」）製路線車は存在しない。
桑名営業所と四日市営業所には、高出力仕様の長尺車が多数在籍していて、2011年前後には伊賀営業所など他の営業所にも導入していたが、2023年度末に全車除籍となった。また、シートベルトの保安基準改正により、ローバックシート装備車にはシートベルトを取り付けられなくなったため、2012年後半以降、非短尺車としてはエルガの標準出力ノンステップ標準尺車を導入している。
かつて、車椅子リフトを中扉に搭載したキュービックLVのワンロマ仕様車（5852号車）とキュービックLT（3804号車）が1台ずつ在籍していたが、除籍された。
客席にシートベルトを装備していないか座席レイアウトが都市型となっている車両には、最高速度を90km/hに制限するリミッターが装着されており、速度計の最大値も同様に90km/hとなっている。

#### 特急車・中距離高速車
貸切シャーシのA特急車と、トップドア路線バスシャーシのB特急車がある。
A特急車は名古屋から桑名四日市方面への近距離高速路線や中部国際空港アクセス路線、名古屋上野高速バスなどの中距離高速路線で使われている。いすゞ車と日野車が多く、いすゞ車はガーラへのモデルチェンジまで、ほとんど富士で導入されている。近年は三菱ふそう車も僅かながら導入されている。
B特急車は主に観光路線や契約輸送で使われている。ほとんどがいすゞ車でわずかに日野車が存在する。名古屋市内の路線バスはかつてほとんどB特急車で運転されていた。現在は桑名営業所および名古屋営業所の大型一般路線車を主に使用、検査代走等でまれに中型路線バスやA特急車が運用されることがある。

#### 長距離高速車
三菱ふそう車といすゞ車が在籍している。なお、かつては共同運行相手に合わせた関係から、わずかに日産ディーゼル車が存在していた。現在は日野車は存在しない。

#### 観光車
いすゞ車が大半を占めているが、日野車、三菱ふそう車も在籍している。また、いすゞ車は特急車と異なり純正のいすゞバス製造製が多い。なお、かつては日産ディーゼル車も存在した（現在は全廃）。
過去には長距離高速車と兼用のトイレ付車両（愛称「トレンディ」）も存在した。
車いす乗降リフト付きのガーラUDも存在する。

### 社番
車両管理のため4桁の「社番」を設けている。原則、除籍(かつては除籍後に廃車される事が多かったが、近年は解体作業を行った後に他者へ移籍する例もあるためこのように表記する)まで改番されない（番号重複等で改番例ありエルガCNG仕様:1002→1012,1003→1013）。
- 上1桁目はシャーシメーカを表す
  - 1：いすゞ大型乗合車
    - 1001~1004:エルガデュオ（連節バス）
    - 1021~1031,1051~1052,1081~1090,1121~1158:エルガ(初代)ノンステップ標準仕様
    - 1061~1064,1071~1072:エルガ(初代)CANばす専用車
    - 1041~1048(1042は欠番):エルガ(初代)ノンステップ標準仕様(元都営バス)
    - 1161~1174,1181~1199,1401~1410,1501~1512:エルガ(2代目)ノンステップ標準仕様
    - 1251~1257,1261~1275,1281~1299,1301~1320:エルガワンステップ標準仕様
    - 1601~1605:エルガワンステップB特急仕様
    - 1701~1705:エルガハイブリッド(初代)
    - 1711~1713:エルガハイブリッド(2代目)※旧松阪熊野線専用車(2025年3月31日路線廃止)
    - 1921:神都バス(路面電車風バス)

かつて1200~1400番台は、ツーステップ車に当てられていたが、全廃した後に1400番台にはノンステップ車の連番の続きとして2023年にエルガ（2代目）が当てられた。1200番台は続番の残像するワンステップ車が引き続き当てられている。
- - 2：三菱ふそう車
    - 2106~2111,2121,2131~2143:ローザ
    - 2161~2170:ローザリフト付き仕様
    - 2151~2159:エアロミディME
    - 2321(八風バス),2355~2359:エアロスターノンステップ
    - 2371~2372,2374~2376:エアロスターツーステップ(A特急カラー,特定路線専用車)
    - 2381:エアロミディMK(貸切専用車)
    - 2531:エアロバスMM
    - 275*~2778:エアロバス
    - 2801~2848:エアロエース
    - 2901~2903,2912~2913,2921~2922:エアロクィーン

  - 3：いすゞ小型・中型・大型短尺車
    - 3001:エルガミオ(初代)ノンステップ(新カラー)
    - 3011,3012:弥富市コミュニティバス専用車
    - 3021~3048(3042は欠番):エルガミオ(初代)ノンステップ標準仕様
    - 3061~3066,3071~3099,3101~3107:エルガミオ(2代目)ノンステップ標準仕様
    - 3255,3258:ジャーニーKツーステップ標準仕様
    - 3311~3399,3401~3421:エルガミオワンステップ標準仕様
    - 3811~3843:エルガLTワンステップ標準仕様
    - 3901~3923:エルガミオ7mBUS
    - 3981,3982:ガーラミオ(初代)
    - 3991:ガーラミオ(2代目)

  - 5：いすゞ貸切・A特急車・特定車く
    - 5001:ガーラ(2代目)クラブツーリズムロイヤルクルーザー仕様
    - 5171,5172,5181:ガーラ(2代目)長距離特急仕様
    - 5201,5202:ガーラHD-9標準仕様
    - 5211,5212:ガーラHD-9豪華仕様
    - 5301~5388:ガーラ(2代目)A特急仕様
    - 5501~5548(5542は欠番):ガーラ(2代目)貸切仕様
    - 5550~5552:ガーラ(2代目)リフト付き貸切仕様
    - 5683~5688:ガーラ(初代)貸切仕様
    - 5761~5763:エルガSE A特急仕様
    - 5933~5966:ガーラ(初代)A特急仕様

  - 6：日野車
    - 6021~6023,6031:ブルーリボンIIノンステップ標準仕様
    - 6121~6125:ブルーリボンIIワンステップ標準仕様
    - 6152:ブルーリボンII特定仕様
    - 6202~6209,6212,6291~6297,6299:セレガRFS A特急仕様
    - 6321~6337:セレガRFD 貸切仕様
    - 6401~6411,6451,6461~6479,6481~6488,6491~6499:ポンチョ
    - 6501~6519,6521,6522,6531,6532,6541,6543:セレガ貸切仕様
    - 6551:セレガR FC
    - 6552:メルファ7
    - 6650~6654:リエッセ
    - 6661~6678:リエッセリフト付き
    - 6701~6704:ブルーリボンハイブリッド
    - 6801~6811,6821~6822:セレガA特急仕様
    - 6911~6914:レインボーHR
    - 6931:リエッセII

  - 7：その他（コミュニティバス、契約輸送用など。メーカ問わず付番される）
  - 8：郵便車
  - 9：EV車(いすゞ・BYD・EVモーターズジャパン)・トヨタ車（日産ディーゼル車）
    - 9001,9002:BYDJ6
    - 9003,9004:EVモーターズジャパンF8 series4-Mini Bus
    - 9051:いすゞ エルガEV

- 上2桁目で形式ごとに区別し、下2桁は各01より付番される[注釈 5]

- 下2桁の「42」「49」は、旧式のみしか付番されていない。

- 近年では、形式・年式ごとの区別をより細分化し、下1桁を繰上げ*1番とする場合が多い。
  - 例：5928（KC-LV781R1）→5931（KL-LV781R2）[注釈 6]

### 所属表記
社番とは別に所属営業所も車体前扉・運転席下付近に表示している。
- 乗合車
  - 名：名古屋営業所
  - 桑：桑名営業所・北勢事業所
  - 四：四日市営業所
  - 鈴：中勢営業所（旧鈴鹿営業所所属）
  - 津：中勢営業所（旧津営業所所属及び統合以後2007年頃までに移籍、新規導入した車両）
  - 中：中勢営業所（2008年以降に移籍、新規導入した車両）
  - 上：伊賀営業所
  - 松：松阪営業所
  - 伊：伊勢営業所
  - 志：志摩営業所
  - 南：南紀営業所・海山事業所

- 貸切車
  - 前扉・運転席下付近および車体後面の3か所にペットマークを取り付けている。例として、名古屋観光営業所は「千成瓢箪」、南部観光営業所は「真珠貝」など[広報 27][広報 28]。

### その他
イメージソングは、「HEARTY TRIP “MIE-KŌTSŪ“」(作詞：とが逸平、補作詞：近藤剛、作・編曲：浦田博信、ボーカル:YOKO)であり、CMなどで歌われている。

1973年2月1日には、多度線ほか2路線において、全国初のフリー乗降バスを運転開始した。

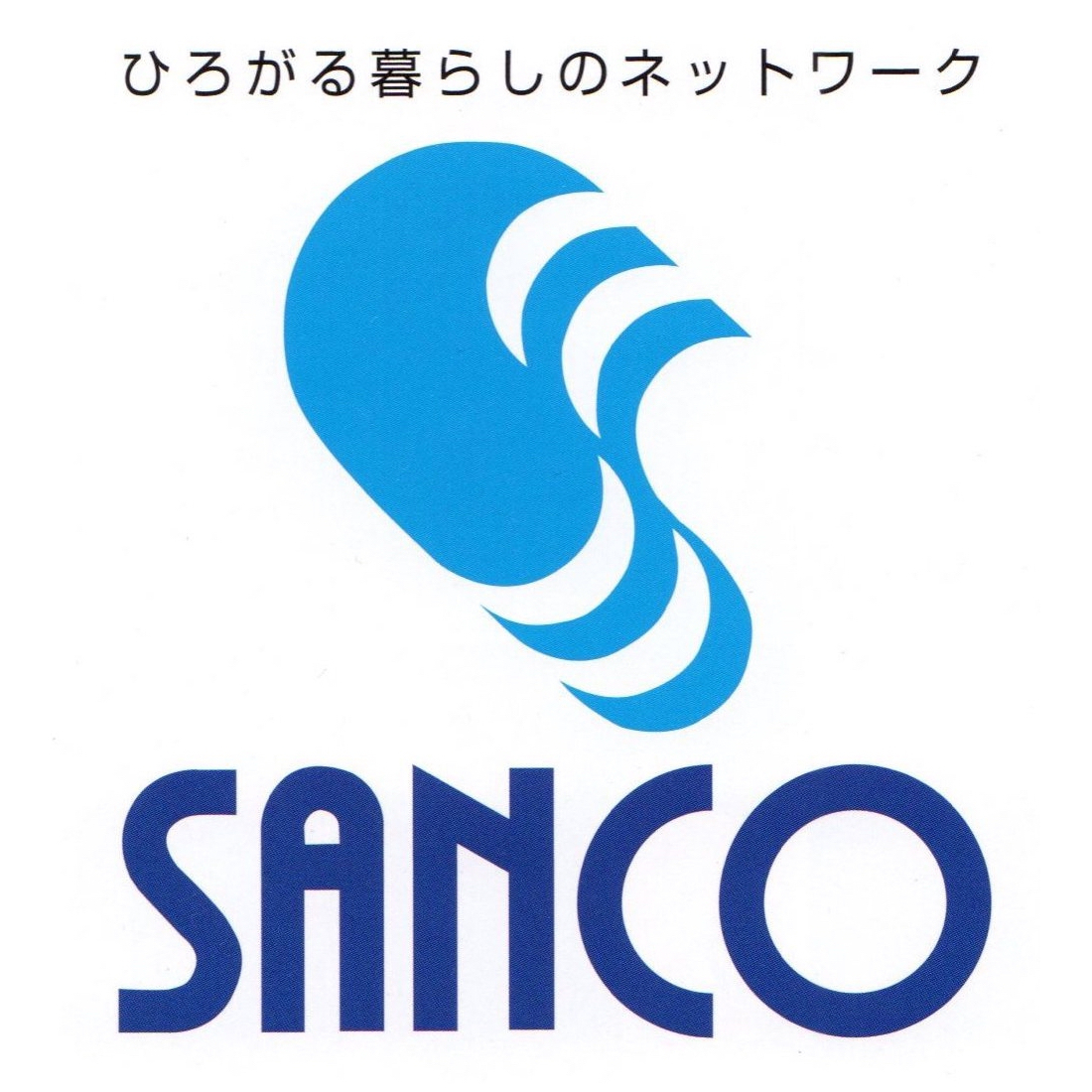
1988年〜2007年の間使用された三重交通のCIマーク

1988年にシンボルマークとして「SANCO」マークが導入されそれまでの社章に代えて車体前面・側面に表示されたが、2007年ごろより社章の表記が復活している。SANCOマークは停留所の標識などにも用いられている。
1985年に採用された貸切車の旧塗装は、そのデザインが現在三重交通ホールディングス傘下の名阪近鉄バスの貸切車と色違いである。このデザインは三重交通オリジナルだと思われがちだが、実際には同年に登場した名阪近鉄高速バス（当時）の豪華サロンカー「スーパーグレイス46」（日野グランデッカー）が採用したデザインが基になっており、同年末に三重交通が貸切車の新塗装化を発表した際、この塗り分けの色違いを採用したものである。名阪近鉄バスの貸切車は、その当時のデザインを現在も採用している。
1984年式・1985年式の貸切車のうち、特車タイプ（GRANDVIEW50、DREAM37、GRANDSALON50）については、デビュー当初は現在のA特急車に用いられている塗装であった。これは同年式の三重急行車輌についても同様であったが、いずれも後年旧貸切車塗装に改められた。
福岡線の運行当時、西日本鉄道から夜行用にリースされた車両については、西鉄塗装のまま社名表示を「三重交通」に、ナンバーを三重ナンバーに変更の上、使用していた。
郵便輸送も受託しているため、バスの他に郵便用の軽ワゴン車やトラックも在籍している。
2013年には式年遷宮に合わせ、かつての三重交通路面電車を再現した「神都バス」が登場、伊勢営業所に配属された。
2014年3月31日には電気バスが登場、同じく伊勢営業所に配属された。登場当初はピカチュウのラッピングを施していたが、2017年にはでんきタイプのポケモンのラッピングに改められている。
ごく少数ではあるが、他社からの移籍車も存在する。また逆に、こちらも少数ながら十和田観光電鉄をはじめとする他社へ移籍したものもある。

### 車両ギャラリー

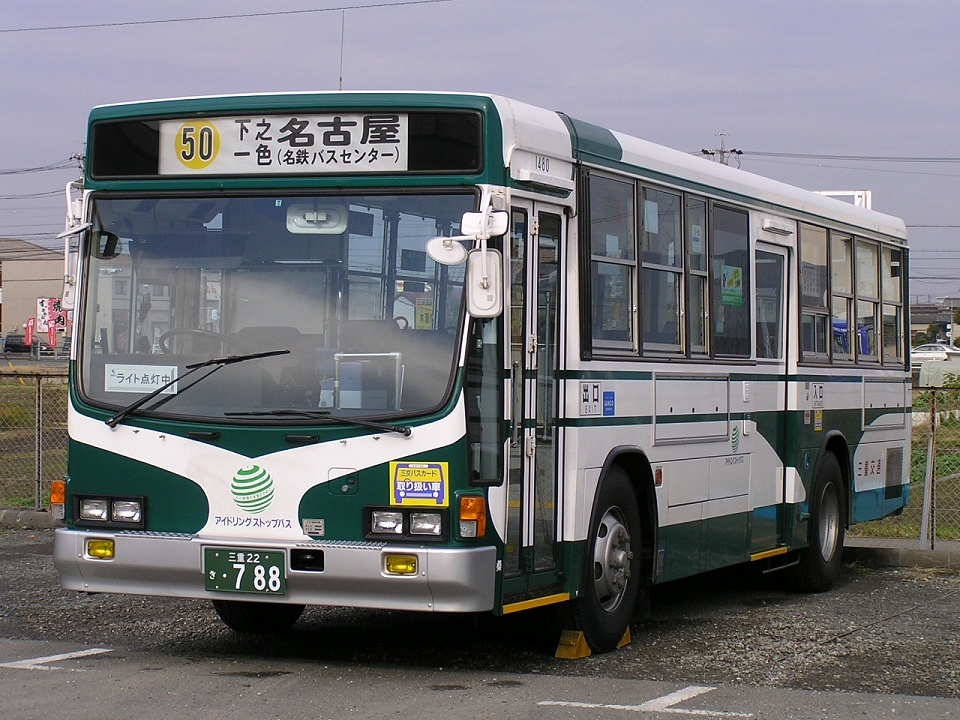
いすゞキュービックLV
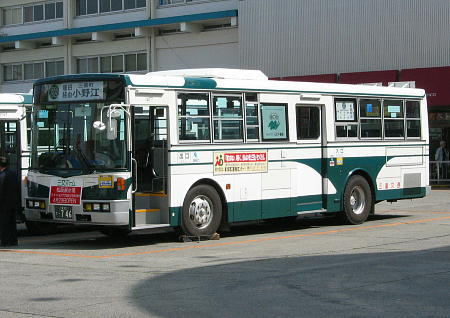
いすゞLV・富士重工（7E）架装車
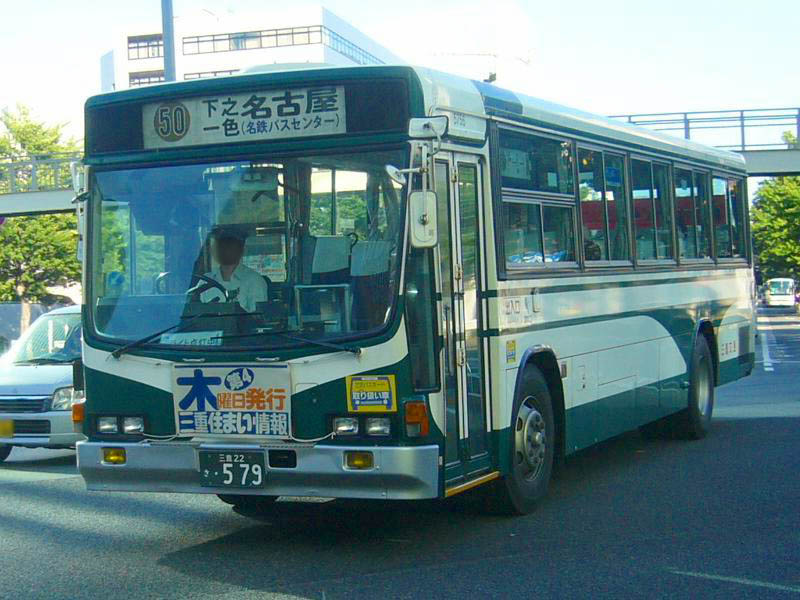
いすゞキュービック（B特急車）
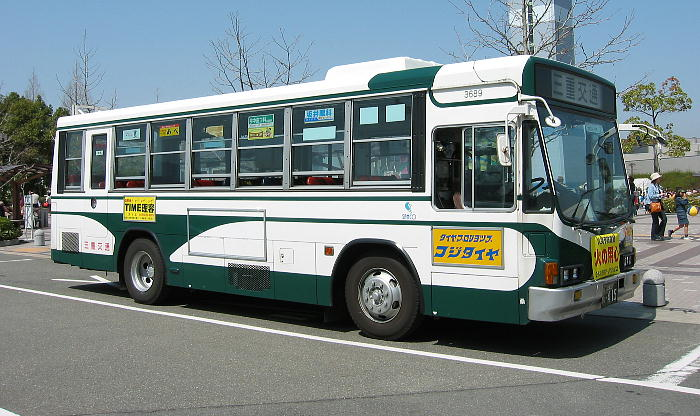
いすゞキュービックLT
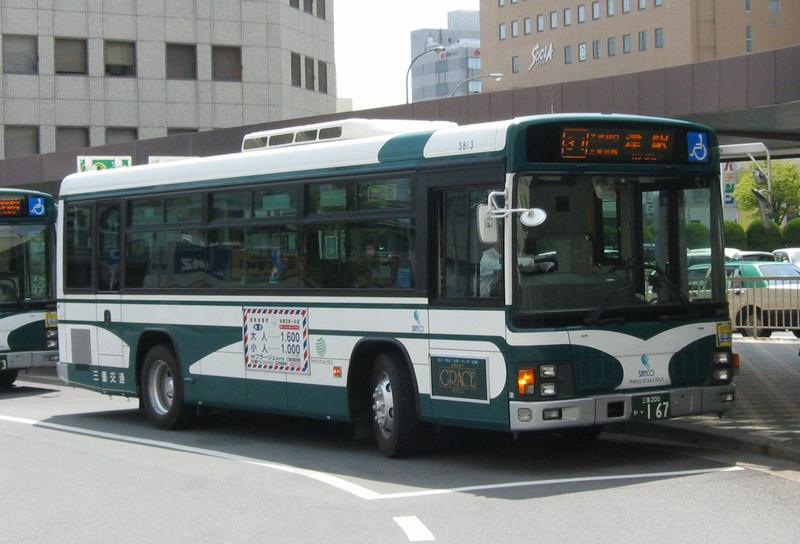
いすゞエルガLT
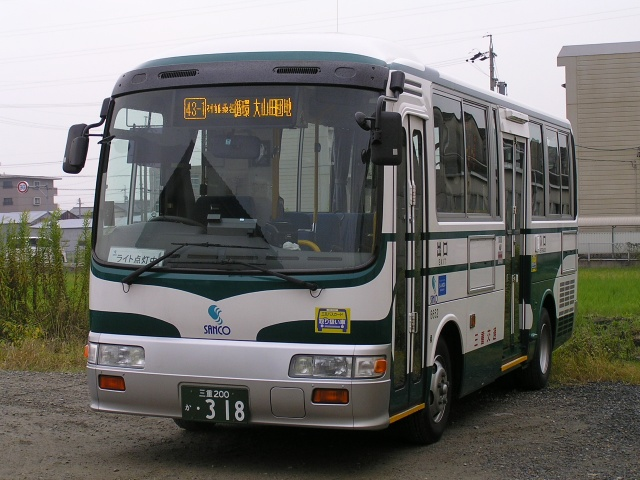
日野リエッセ
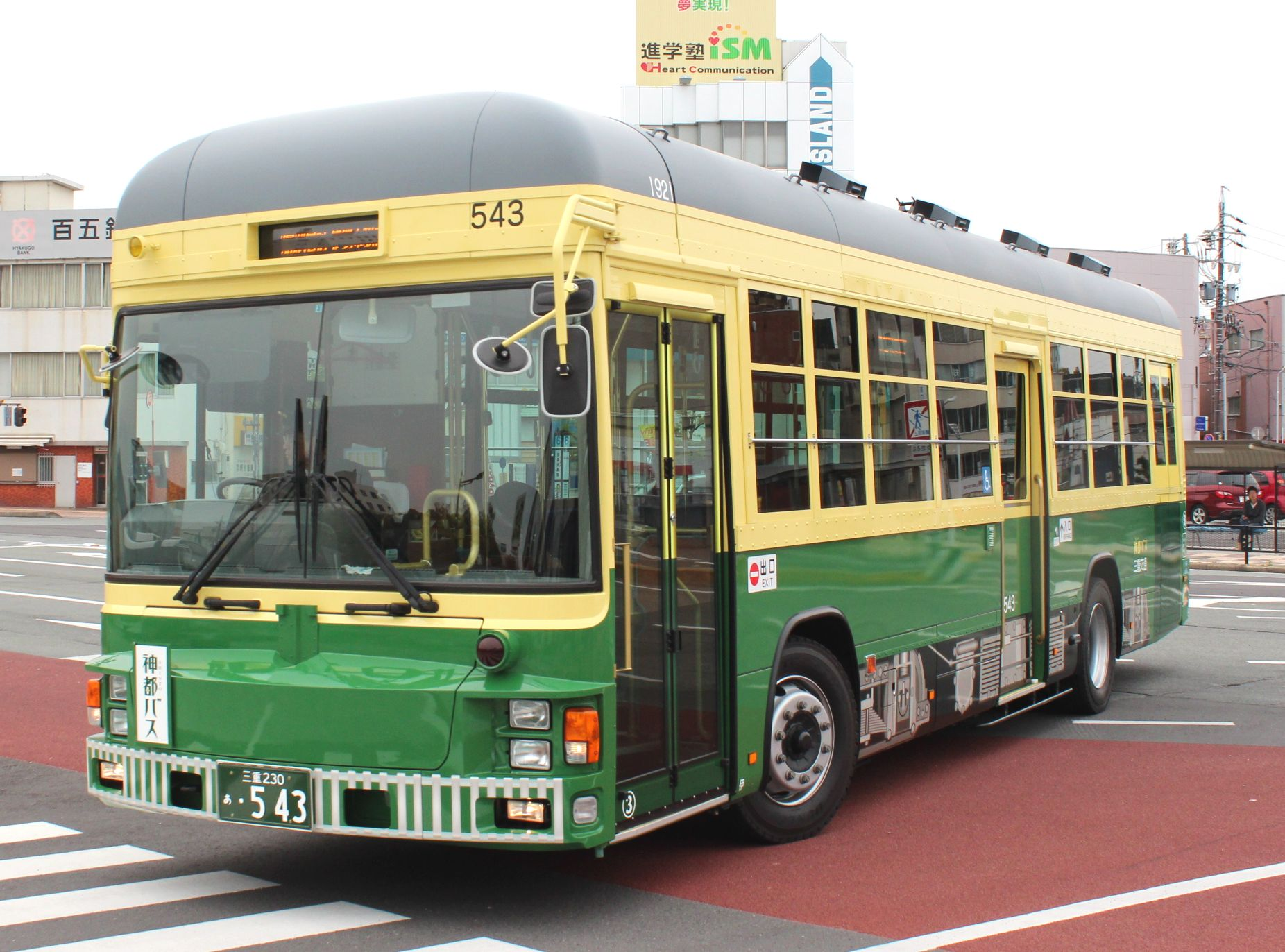
いすゞエルガ （神都バス）
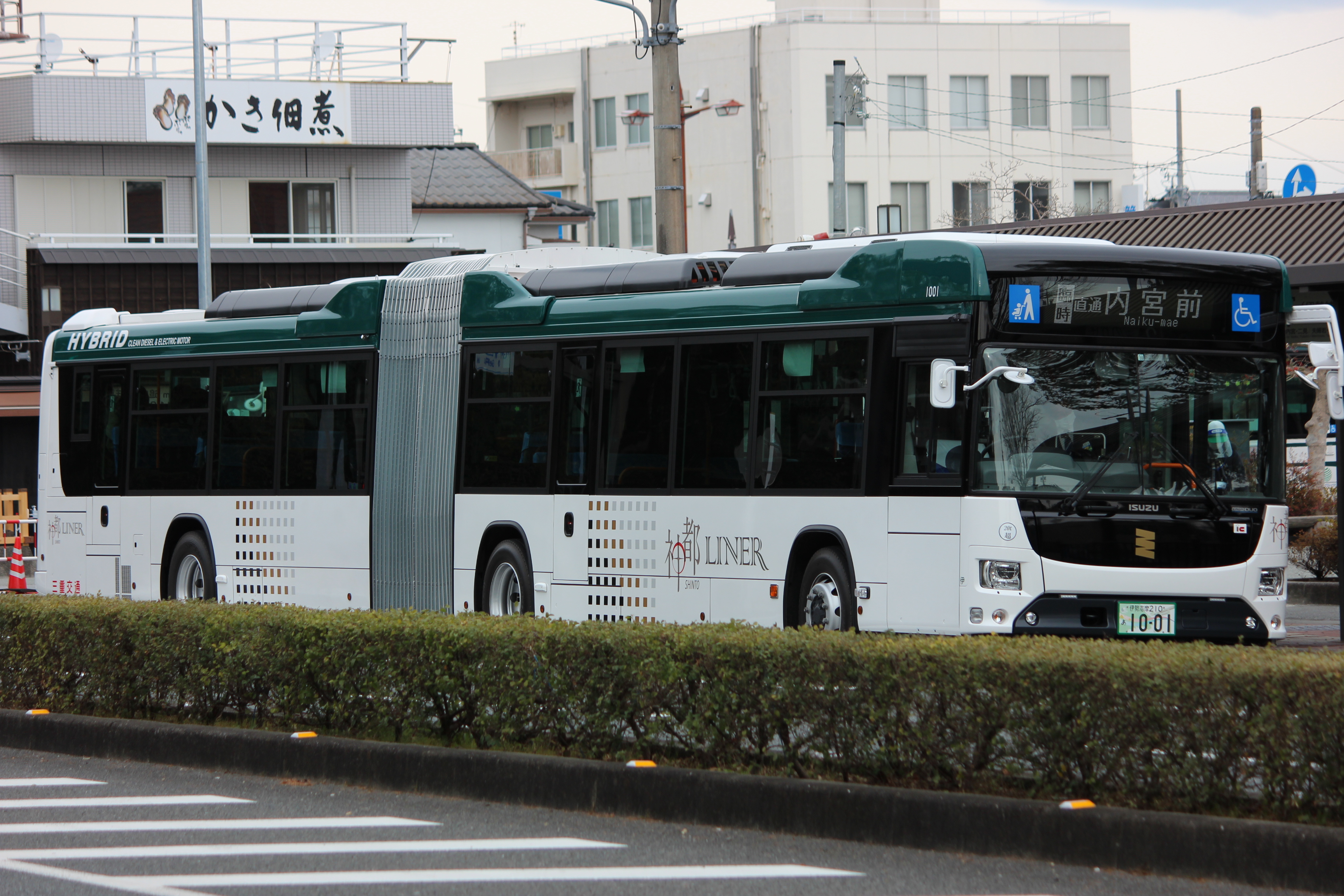
いすゞエルガデュオ（神都ライナー）
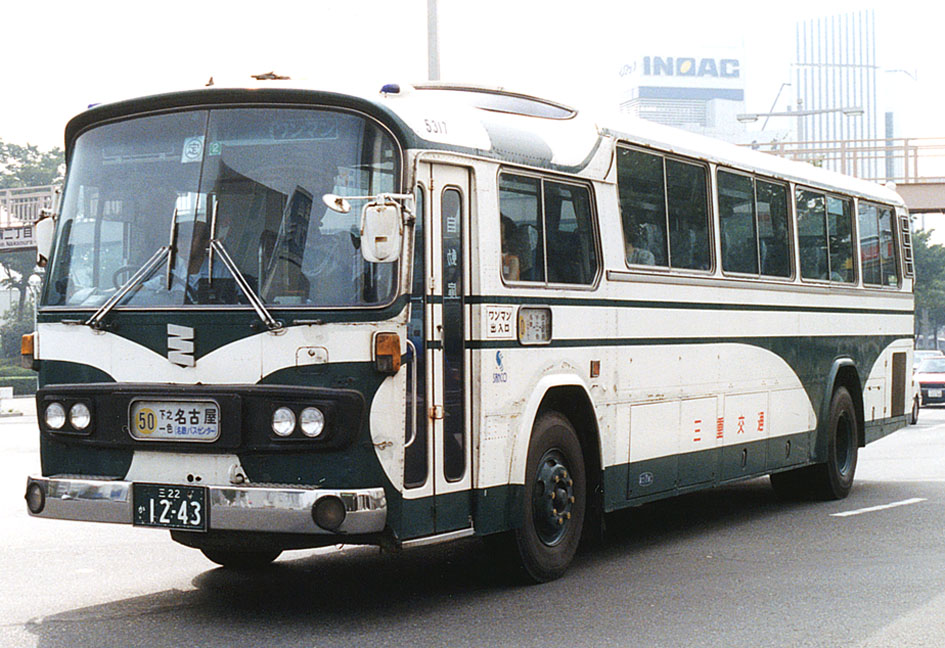
いすゞK-CSA650（富士重工Gデッカー）。現在廃車
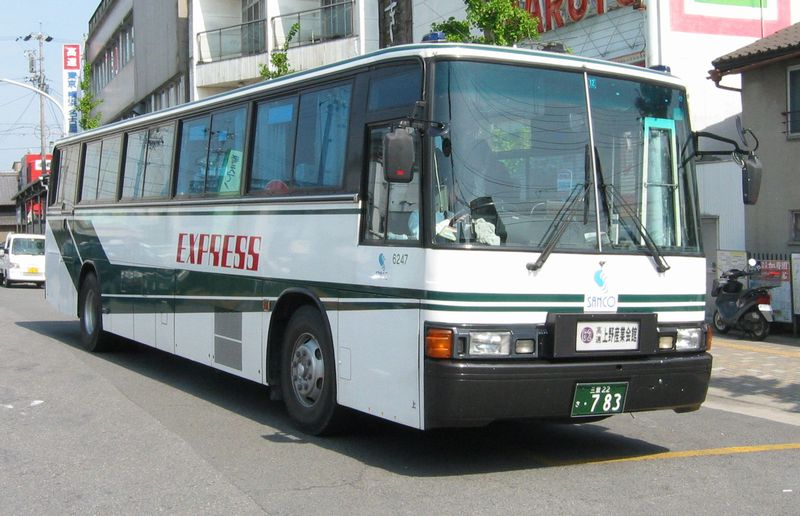
日野ブルーリボンRUミドルデッカ（A特急車）
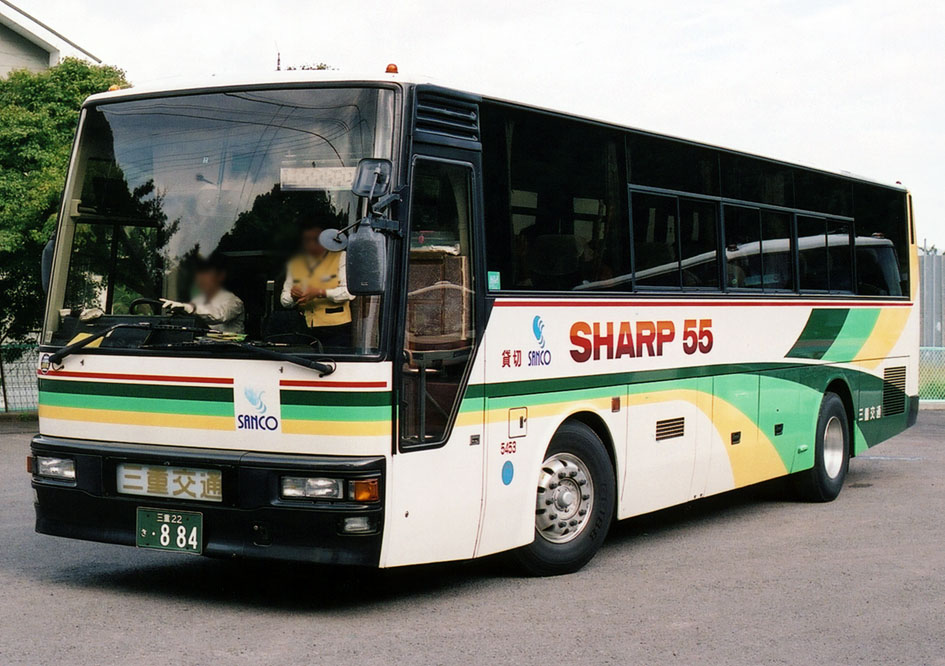
いすゞスーパークルーザーHD（短尺貸切車「シャープ55」）
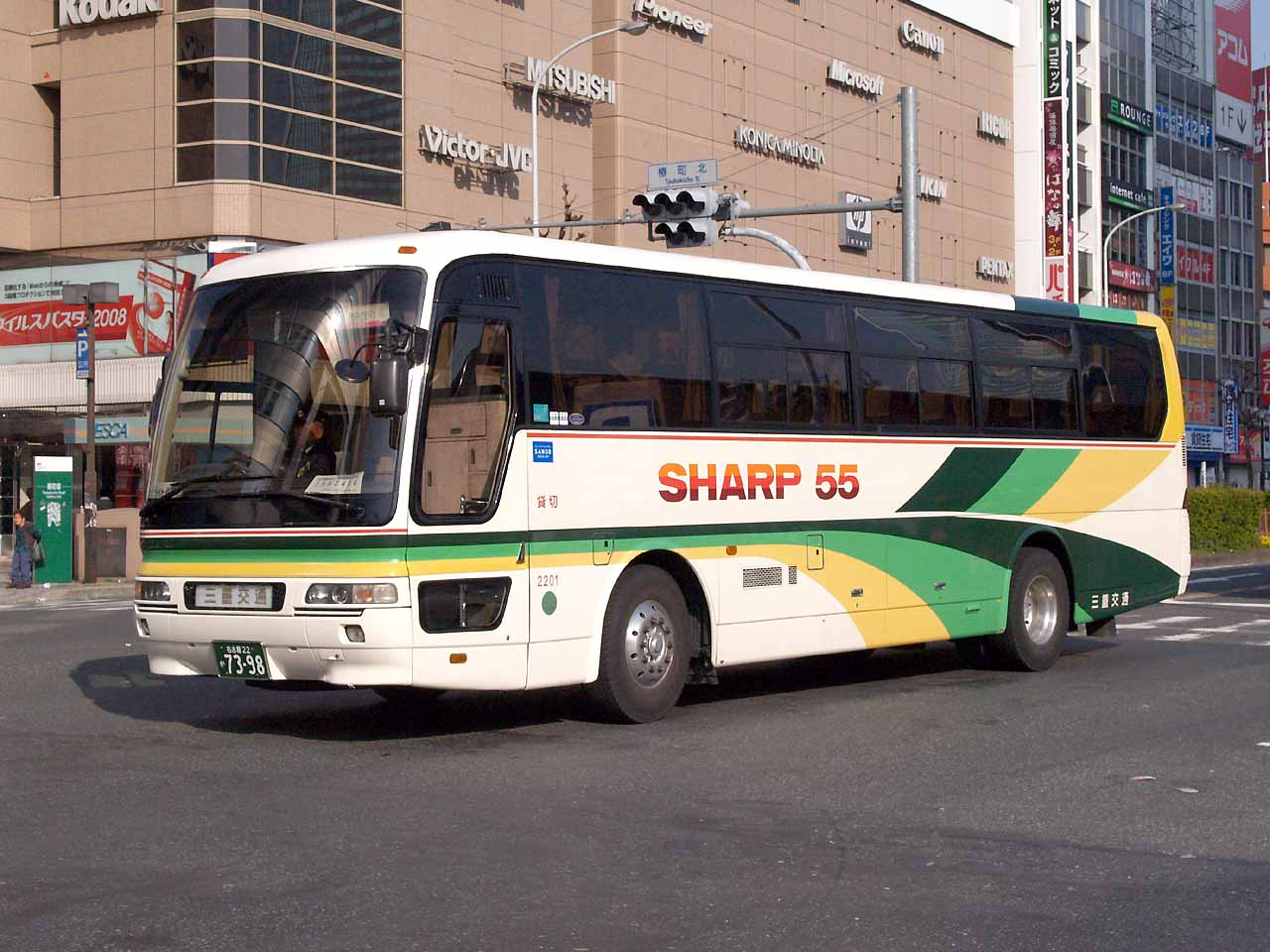
三菱ふそうエアロバス （短尺貸切車「シャープ55」）
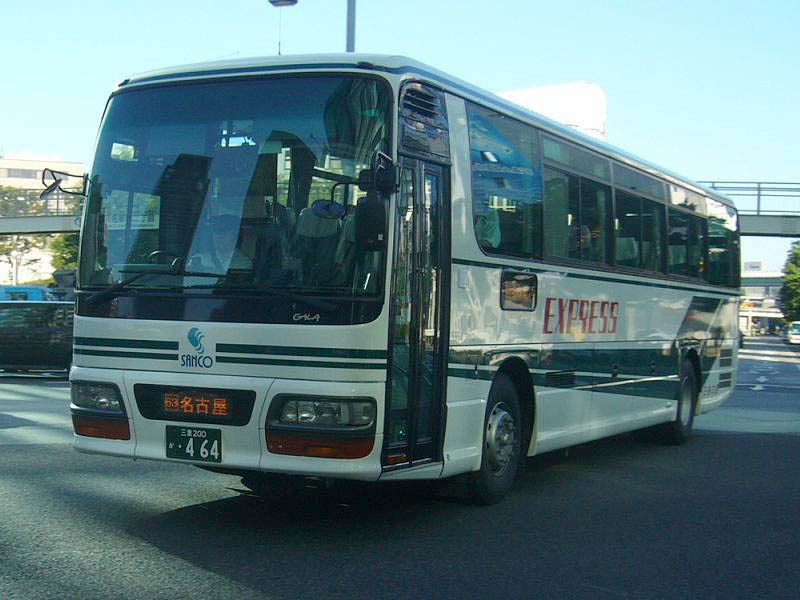
いすゞガーラ（A特急車）
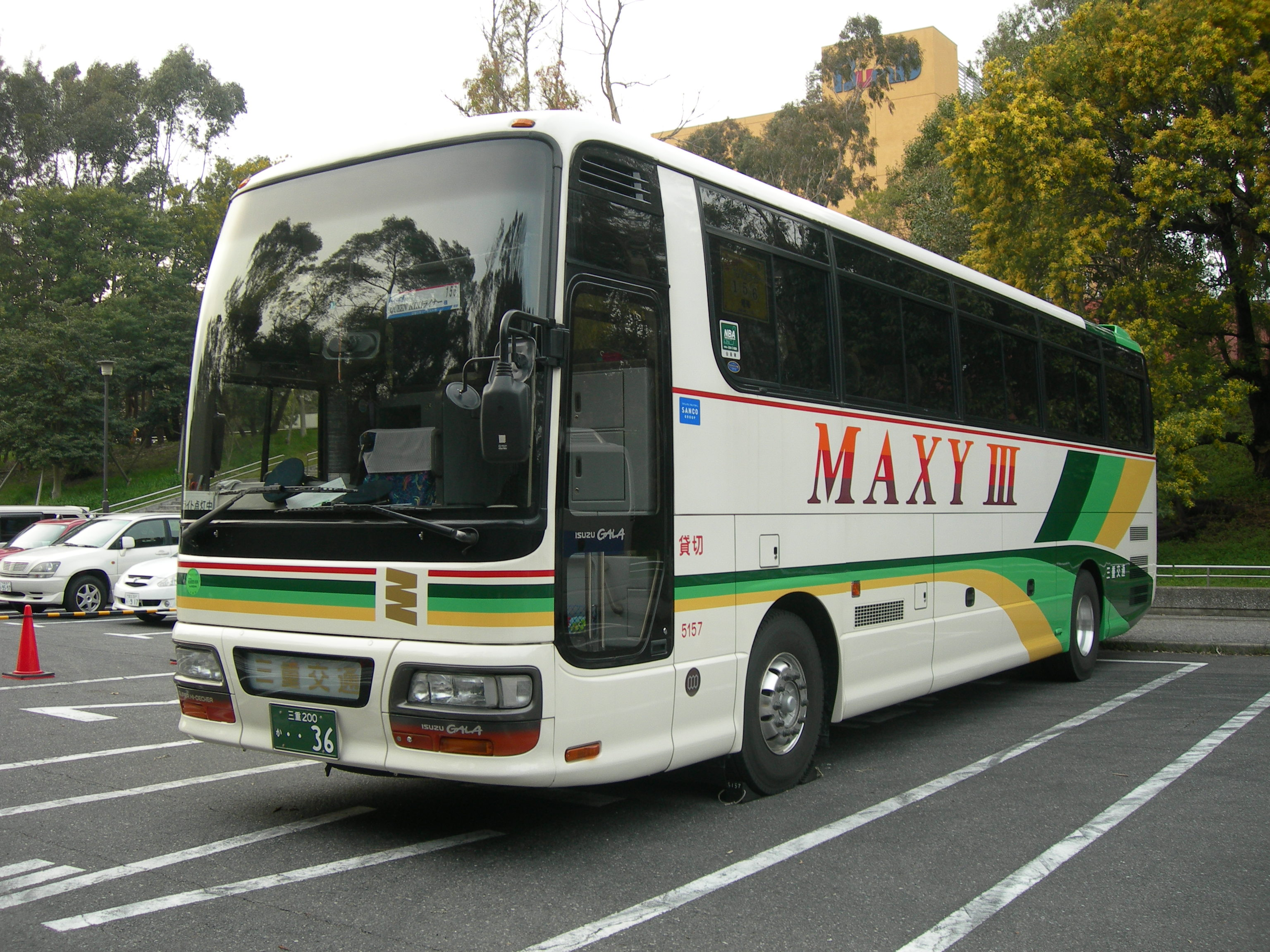
いすゞガーラSHD （貸切車「マキシーIII」）
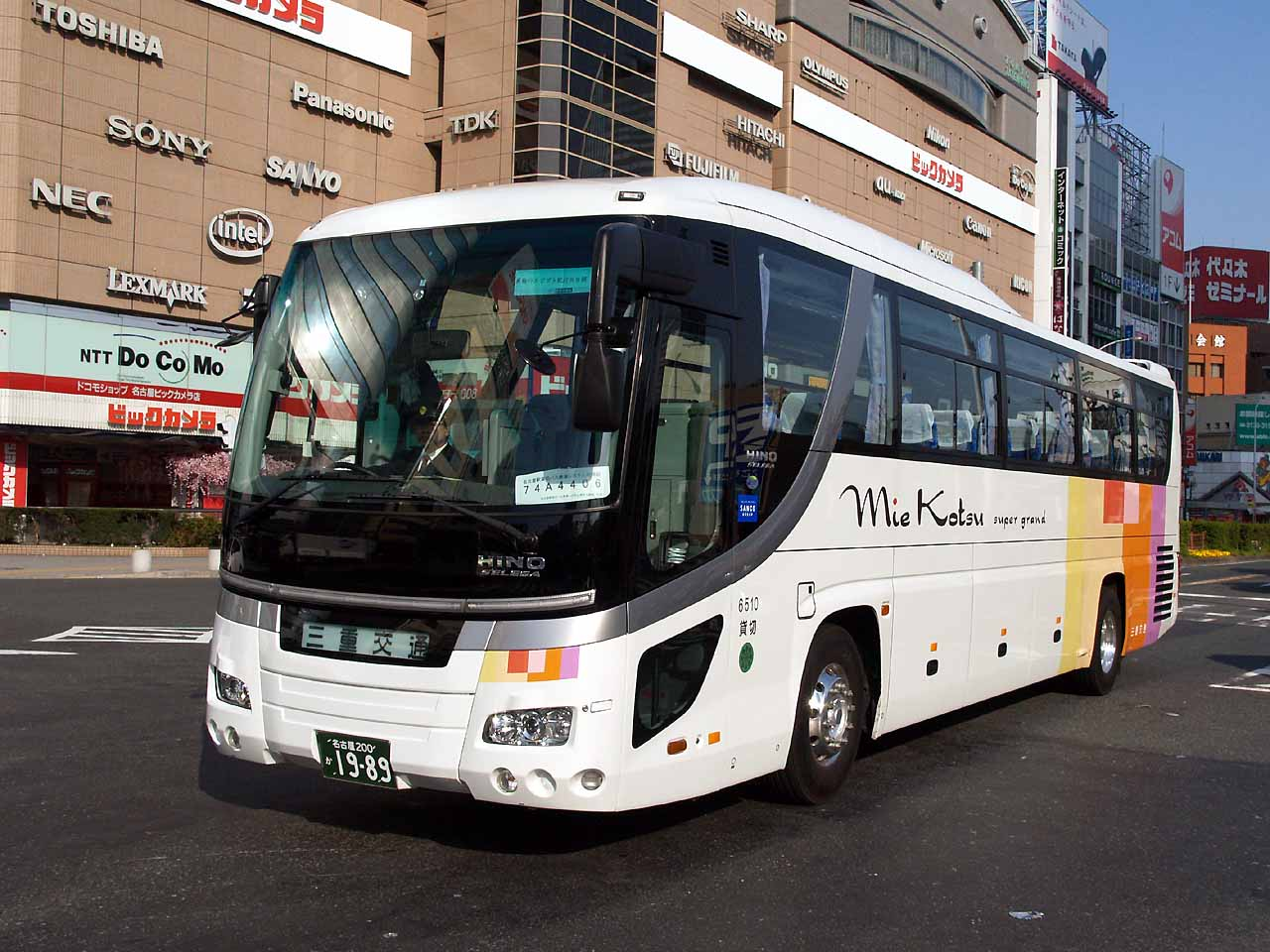
日野セレガHD （貸切車「スーパーグランド」新デザイン）
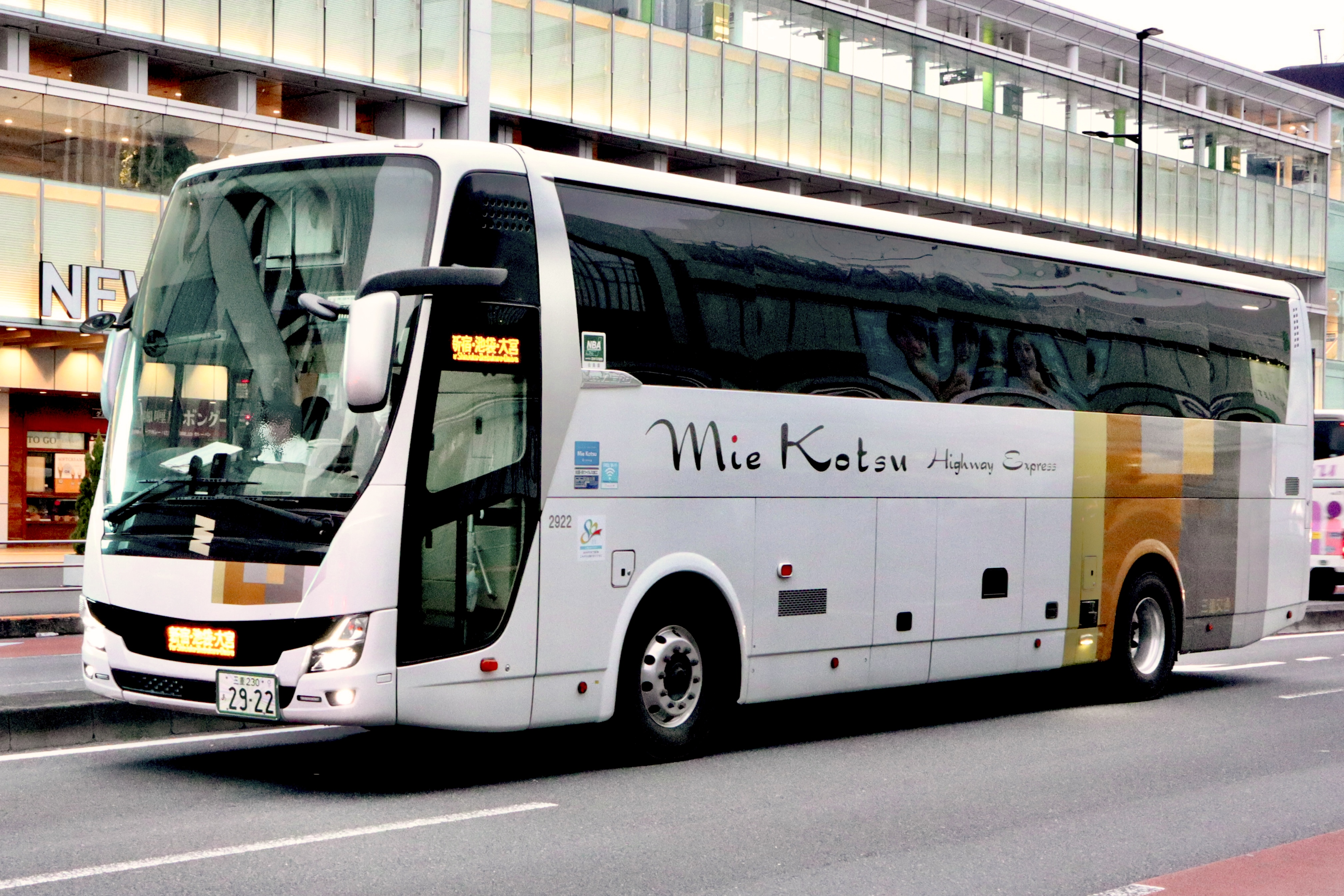
三菱ふそうエアロクイーン（夜行高速バス専用車）

## 受託運行しているコミュニティバス
「*」は、一部路線の担当・共同運行を表す。
- K-バス *（桑名市）
- 東員町オレンジバス *（東員町）
- 生活バスよっかいち（四日市市）
- 四日市市自主運行バス *（四日市市）
- 菰野町コミュニティバス （菰野町）
- C-BUS（鈴鹿市）
- さわやか号（亀山市）
- 野登・白川地区自主運行バス *（亀山市）
- ぐるっと・つーバス（津市）
- 津市コミュニティバス (白山地域)（津市）
- 津市コミュニティバス (美里地域)（津市）
- 空港アクセス線（松阪市）
- 三雲松阪線（松阪市）
- 鈴の音バス（松阪市）
- 多気町町営バス *（多気町）
- おかげバス（伊勢市）
- かもめバス（鳥羽市）
- 南伊勢町営バス（南伊勢町）
- 上野コミュニティバス（伊賀市）
- 青山行政バス（伊賀市）
- 名張市コミュニティバス（名張市）
- 弥富市コミュニティバス（愛知県弥富市）
- 飛島バス（名古屋市港区、愛知県海部郡飛島村、海部郡蟹江町）
- 尾鷲市ふれあいバス *（尾鷲市）

### かつて受託運行していたコミュニティバス
- アイバス *（いなべ市） - 2010年（平成22年）4月1日の無料化に伴い受託運行契約を解除。

## 乗車カード
当社では独自ICカードのemicaならびにICOCAなどの交通系ICカードが使用できる。
全国の交通系ICカード（Kitaca・PASMO・Suica・manaca・TOICA・PiTaPa・ICOCA・はやかけん・nimoca・SUGOCA）はemica導入と同時に利用可能となった。全国交通系ICカードは三重交通バスの運賃箱、emicaチャージ機等でのチャージは受け付けていないため、事前に鉄道駅やコンビニ等でチャージしておく必要がある。

### emica
emica（エミカ）は、乗客の利便性向上やカードリサイクルによる環境負荷の軽減を目的として、2016年（平成28年）4月1日より事前チャージ制（プリペイド方式）のIC乗車カードとして導入された。
導入路線は三重交通・三交伊勢志摩交通・三重急行自動車・八風バスの一般路線全線である。関東・関西方面行高速バス、三重交通が受託する各市町村のコミュニティバス（一部を除く）では利用できない。
「emica」の導入に伴って三交バスカードは発売を終了した。通勤・通学定期券への対応は当初は2017年（平成29年）春を予定していたが、延期後に2018年（平成30年）8月21日から対応を開始した。これに伴い、IC定期券発売窓口での紙定期券の発売を終了している。
emica定期の特徴として、連続しない2区間を定期情報として載せられることが挙げられる。
なお、三重交通と他社路線（バス、鉄道とも）との連絡定期は存在せず、三重交通の定期券をmanaca・TOICA・ICOCA等ほかのICカードに載せることはできない。また、三重交通の定期券で八風バス並行区間に相互に乗ること(その逆も)はできない。
emicaを利用して60分以内に三重交通グループのバス路線同士を乗り継いだ場合、80円割り引かれる。

### 三交バスカード
三交バスカードは三重交通の一般路線バスと、都市間高速バスで使用できる磁気式ストアードフェアカードである。バス営業所や車内のほか、一部の出札窓口や北勢地区にあるサークルKなどでも購入できた。名古屋長島温泉高速線は三重交通担当便のみ利用可能（名鉄バス担当便はmanacaが利用可能）。2015年まで、毎年春限定で利用可能額を増やしたエコ・バスカードも発売されていた（5,000円券と10,000円券のみ発売）。エコポイント交換商品。
- 3,000円券（利用可能額：3,300円）
- 5,000円券（利用可能額：5,500円、エコ・バスカードは6,000円）
- 10,000円券（利用可能額：11,000円、エコ・バスカードは12,500円）

1994年10月3日に、四日市、津の各営業所に導入されたプリペイドカード。1995年11月には、桑名、鈴鹿、松阪の各営業所に、1996年11月には、上野、名張の各営業所に、2003年4月には伊勢営業所に順次導入され、2004年に志摩、南紀営業所の各営業所に導入されたことにより、全営業所への導入が完了した。前述の自社ICカード「emica」導入に伴って2016年3月31日をもって販売が終了され、2023年7月31日をもって利用も終了となった。翌8月1日以降は払い戻しのみ受け付けている。

## かつて保有していた鉄道路線
これらの路線は近鉄合併前に廃止された路線や、現在もナローゲージのまま存続する路線、1435mmに改軌されて近鉄特急が走るようになった路線まで、後の顛末は様々である。

### 1067mm軌間路線
- 神都線
  - 1907年に宮川電気により開業。日本の電気鉄道としては7番目に開業という古い歴史を持つ。三重交通時代の1961年に廃止。
- 朝熊線
  - 1925年に朝熊登山鉄道により開業。神都線内宮線の楠部から分岐する平岩までの鉄道線と、平岩 - 朝熊岳間の鋼索線からなる。営業休止中に三重交通に合併され、そのまま1962年に廃止。
- 志摩線
  - 1929年に志摩電気鉄道により開業。近鉄に引き継がれた唯一の三重交通1067mm線で、近鉄合併後の1970年に宇治山田駅に接続する鳥羽線の開通と併せて1435mmに改軌され、特急が走る幹線の仲間入りをしている。

### 762mm軌間路線
この5路線は車両規格が統一されていたことから、各線で車両の転属が行われることもあった。
- 内部線
  - 1922年に三重軌道により開業。現在もほぼ同じ路線で現存。2015年4月1日から四日市あすなろう鉄道が運営。
- 八王子線
  - 1912年に三重軌道により開業。水害で内部線日永 - 西日野までの1駅間を残して廃止され、この区間が現存している。2015年4月1日から四日市あすなろう鉄道が運営。
- 湯の山線
  - 1913年に四日市鉄道により開業。内部・八王子線と併せて「三重線」の名称で四日市駅経由での直通運転をしていたが、三重電鉄時代の1964年3月1日に一日で1435mmに改軌された[16]。改軌後は1990年代後半まで上本町・名古屋より直通の特急、2004年までは線内運転の定期特急もあった。2008年からは、主に夏季繁忙期に臨時特急が運行されている。
- 北勢線
  - 1914年に北勢鉄道により開業。近鉄と合併したが、2003年4月1日からは三岐鉄道が運営。
- 松阪線
  - 1912年に松阪軽便鉄道により開業。三重電鉄時代に廃止された唯一の路線。

## 三重交通公式キャラクター
2024年2月11日に三重交通グループが創立80周年を迎えることを記念し、バス運転士をモデルにした男女2人の公式キャラクターを制作した。名前は公募で決定し、女性キャラクターは「神都 あかり（しんと あかり）」、男性キャラクターは「鈴鹿 翔琉（すずか かける）」と名付けられた。
キャラクターデザインは同年1月26日に公開されており、名前は同年4月16日に発表された。
この公式キャラクターは、外宮内宮線の連節バス「神都ライナー」にラッピング装飾されている。

### 批判
キャラクターデザインが公開された際、胸を強調したり、肌の露出が激しいデザインではないにも関わらず、神都あかりの腰を捻ったポージングに対して「くねくねしている」「体のくびれを強調している」などとSNSで批判が上がった。ただ、その様な批判的意見は一部であり、キャラクターの描写に理解を示す好意的な意見が大半を占めている。また、三重交通の担当者は、キャラクターのデザインは変更しないとしている。
タレントのフィフィは、自身のX（旧Twitter）アカウントでこの騒動に触れた上で、フェミニストが萌えキャラを批判する理由として、萌えキャラは男性の理想を具現化したものと捉えており、また現実の女性と違って叩きやすいからであると分析した。
ITジャーナリストの高橋暁子は、CNET Japanの記事の中で「自社に明らかな非がないのであれば、炎上したからと言って、必ずしも変更を加える必要はない。」と述べ、今回の三重交通の毅然とした態度を「一つの正解」と評価した。

#### 二頭身キャラクターにも向けられた批判の声
2025年3月7日、従来のポージングを元に二頭身キャラクターにアレンジされた神都あかりと鈴鹿翔流のデザインが三重交通の公式X（旧Twitter）で公開された。
この二頭身キャラクターに対しても「なんで女性運転手キャラは腰をひねらせているんだろうか？男性運転手キャラはピシッとしているのに」「2頭身にしてもどうしても腰をくねらせたいの気持ち悪すぎる」などとネット上で批判された。
ただ、その様な批判的意見に対して「過剰に反応しすぎ。こんなので炎上するのおかしいし、三重交通も大変だな」など、三重交通を擁護する声も寄せられている。
取材に対して三重交通の担当者は、キャラクターのデザインに問題は無いと回答した。